# Pérassu
Le Pérassu, appelé aussi Pérachu, est un fromage français produit dans la région de Saint-Claude, dans le Haut-Jura.
C'est en fait un vieux bleu de Gex de plus de 3 mois. 
Pérassu signifiant « pourri » en patois haut-jurassien.

## Fabrication
C'est un fromage à base de lait de vache, à pâte persillée, non pressée et non cuite.

## Dégustation
Le Pérassu a un goût très corsé. À déguster avec du beurre pour adoucir son piquant quand il est fort.

### Vins conseillés
Le vin jaune ou plus généralement les vins du Jura issus du savagnin sont les accompagnements traditionnels.